# Notopithecus
Notopithecus — вимерлий рід нотопітеків, що належить до підряду Typotheria. Він жив від середнього до пізнього еоцену, і його скам'янілі останки були виявлені в Південній Америці.

## Опис
Ця тварина відома з численних скам'янілостей, достатньо повних, щоб відтворити загальний вигляд істоти. Зовні він був схожий на сучасну лугову собачку або тонкого бабака. Довжина його тіла становила приблизно 30–40 сантиметрів без урахування хвоста.

### Череп
Череп був коротким, широким і високим; скронева область і барабанна щілина збільшені. Зубний ряд повний, з різцеподібними іклами, без діастеми. Премоляри та моляри мали низьку коронку (брахідонт). Перший верхній різець був добре розвинений, а перший верхній премоляр мав форму різця. Інші верхні премоляри мали трикутну форму з глибокою центральною ямкою. Нижні премоляри поступово ускладнювалися до задньої частини нижньої щелепи. Нижні корінні зуби мали коротку передню частку і задню частку з добре розвиненим ентоконідом.

### Посткраніальний скелет
Нотопітек мав спритне та гнучке тіло з довгим хвостом і чотирма сильними, але тонкими кінцівками, що дозволяло цій тварині рухатися досить швидко. П'яткова кістка мала досить коротку шийку.

## Палеобіологія
Нотопітек був наземною твариною, чиї брахідонтні зуби були добре придатні для поїдання низьких листя папороті та ніжного листя.